# Place du Caire
La place du Caire est une place du 2e arrondissement de Paris, en France.

## Situation et accès
La place du Caire se trouve à l’extrémité nord du 2e arrondissement de Paris. Il s'agit d'une place de forme triangulaire, d'environ 25 m de côté, comprise entre les rues d’Aboukir et du Caire. Une des entrées du passage du Caire est située sur cette place.

## Origine du nom
Le nom de place du Caire lui fut donné en mémoire de l'entrée victorieuse des troupes françaises au Caire, le 23 juillet 1798.

## Historique
Cette place, comme la rue du même nom, a été ouverte à la fin de l'année 1799 sur une partie des bâtiments et des jardins du couvent des Filles-Dieu, rue Saint-Denis.

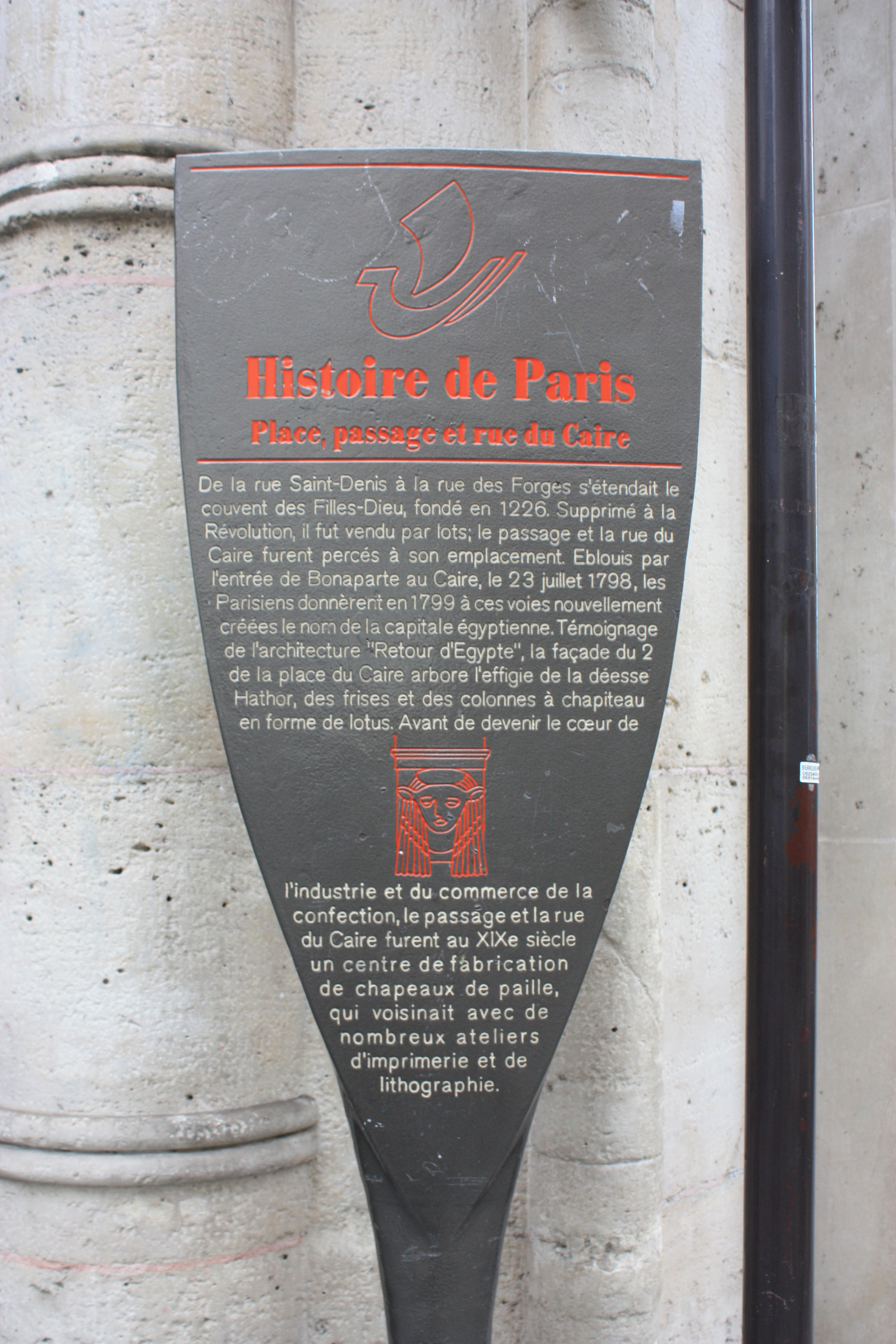
Panneau Histoire de Paris
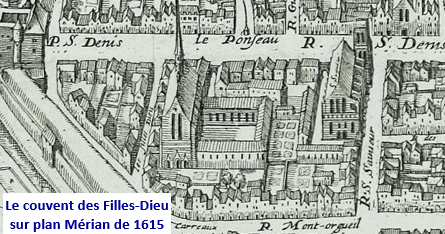
Couvent des Filles-Dieu, rue Saint-Denis sur plan Mérian de 1615.

## Bâtiments remarquables, et lieux de mémoire
- Passage du Caire
- No 2 : au débouché du passage, maison de style néo-égyptien ; on peut y apercevoir une caricature d'époque, en hommage à Henri Marcellin Auguste Bougenier[1],[2].
- La Cour des Miracles de la rue des Forges était située à proximité.

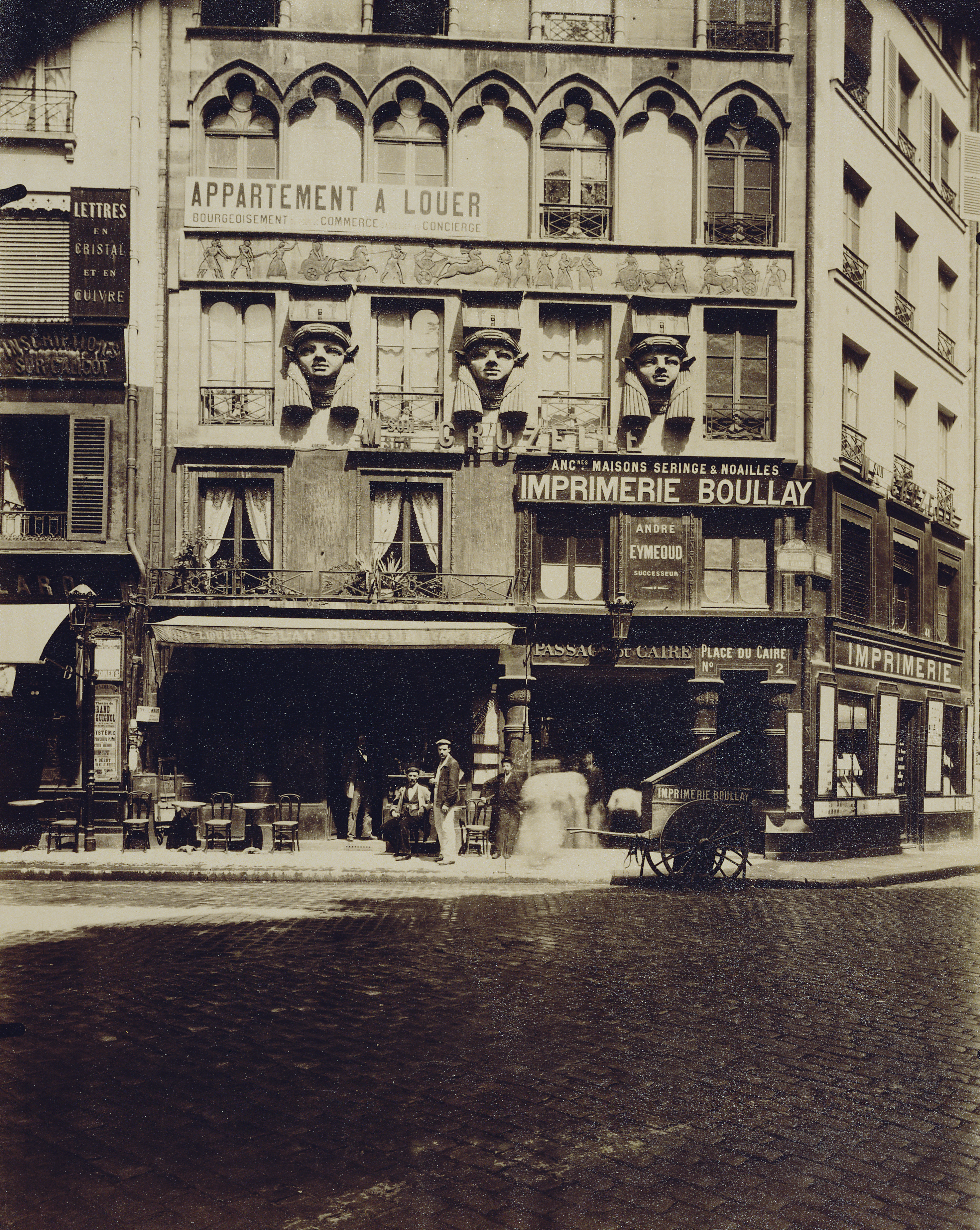
Maison de style néo-égyptien sur la place du Caire, 1903 (photo d'Eugène Atget)
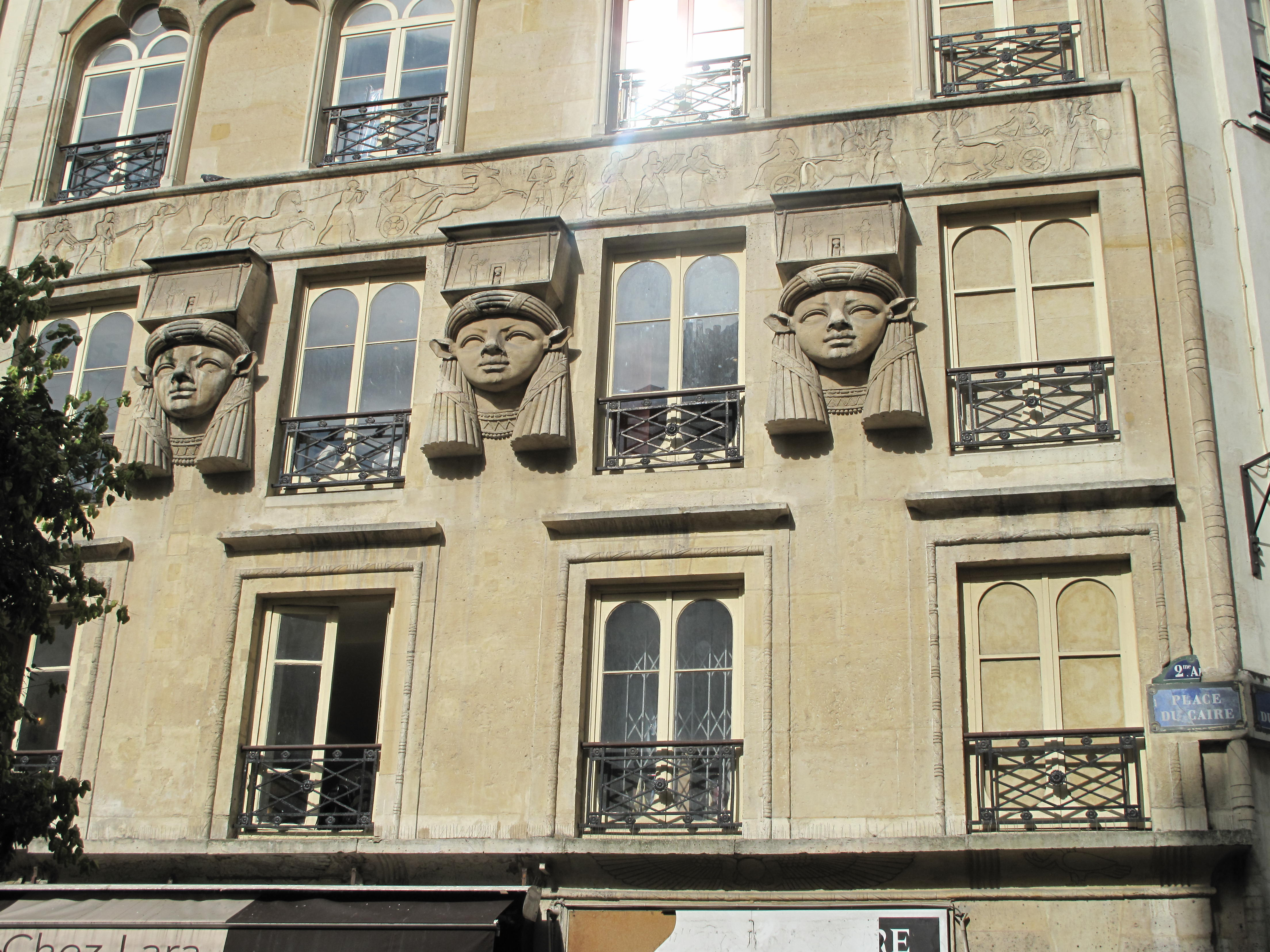
Façade de la Maison de style néo-égyptien au no 2 place du Caire.
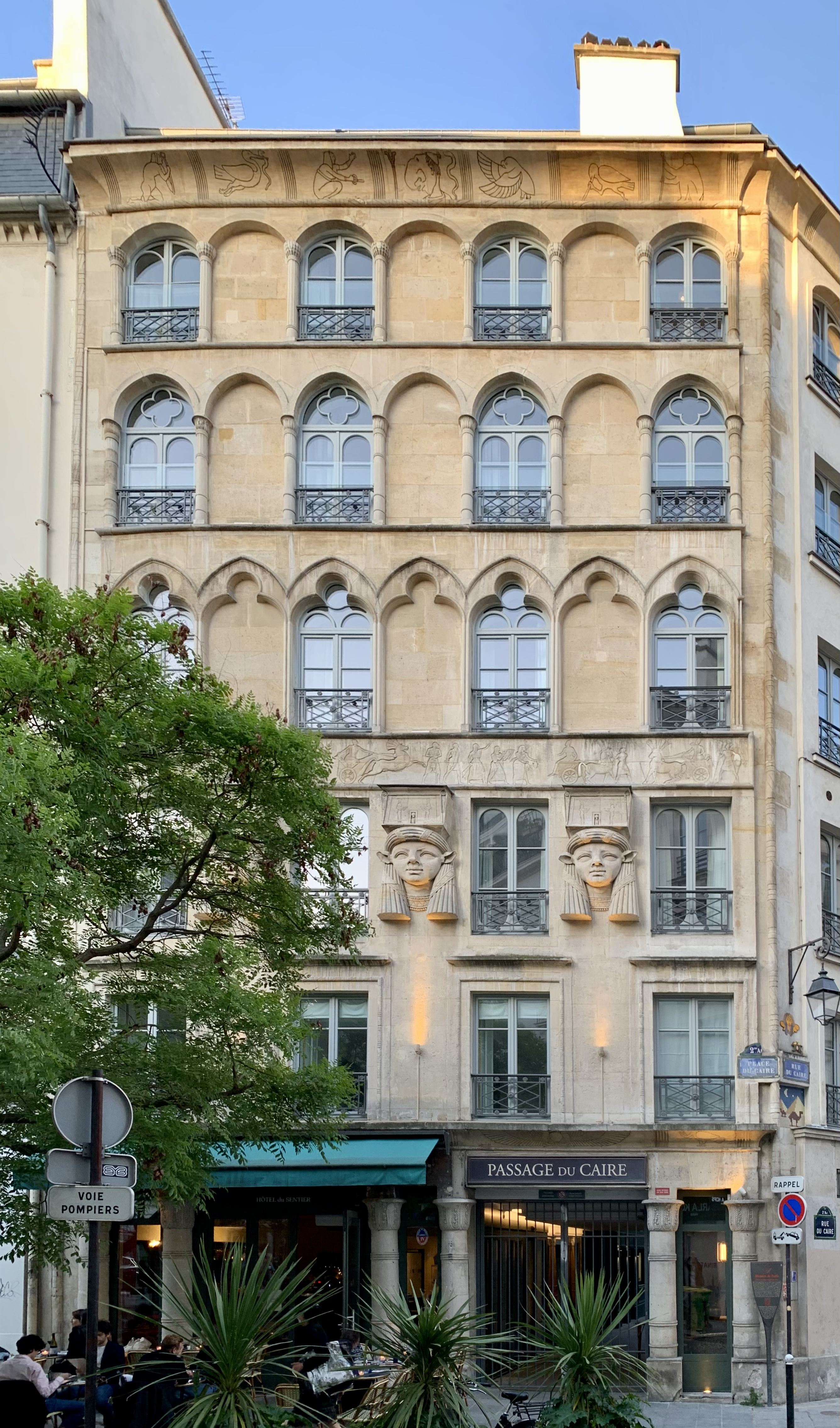
L'entrée du passage du Caire.

## Pour approfondir